# 촌촌
촌촌(마푸둥군어: chonchon)은 오늘날의 칠레와 아르헨티나 남부의 원주민인 마푸체인들의 신화에 나오는 괴물 새이다.
촌촌은 강력한 칼쿠(마푸체의 주술사)가 주술로써 변신한 존재이다. 칼쿠가 사람의 목에 마법의 크림을 바르면 머리가 나머지 몸뚱아리에서 분리되어 나와 그 머리통이 촌촌이 된다. 촌촌이 된 사람을 다시 원래대로 되돌리는 방법이 있다.(좀 무서울 수 있으니 주의) 촌촌이 된 사람을 원래대로 되돌리려면 사람의 피를 접착제처럼 사용해서 몸과 머리를 다시 붙이면 된다.
촌촌은 깃털과 맹금류의 갈고리발톱이 달린 사람의 머리통의 형상을 하고 있다. 촌촌의 귀는 엄청나게 커서 날개의 구실을 한다. 촌촌은 달이 뜨지 않는 신월 때 밤에 날아다닌다. 촌촌은 모든 마법의 힘들을 익히고 있으며, 다른 칼쿠 또는 이 힘을 얻고자 하는 술사들의 눈에만 보인다. 
촌촌은 날아다니면서 “투에 투에 투에”(tue tue tue)하고 운다고 한다. 촌촌이 된 칼쿠는 잠자는 사람의 피를 흡혈한다는 이야기도 있다.

## 같이 보기
- 로쿠로쿠비

## 참고 자료
- Constantino Contreras 2000 (in Spanish). Unidad temática y variedad textual: un tópico social en tres relatos orales, Estudios Filológicos, N° 35